# Bartolomeo Scappi

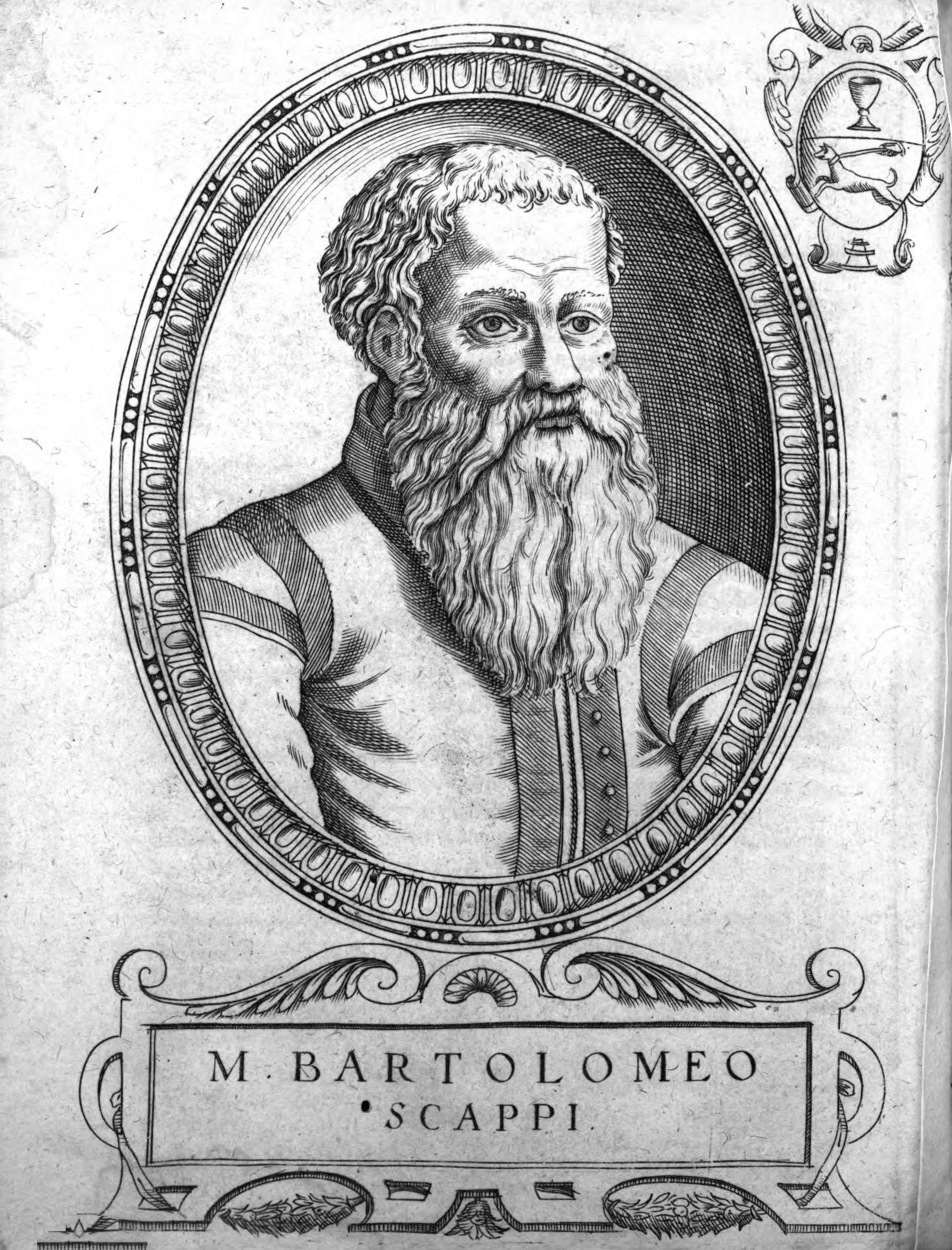
Bartolomeo Scappi

Bartolomeo Scappi (Dumenza, 1500 – Roma, 13 aprile 1577) è stato un cuoco italiano.

## Luogo di nascita

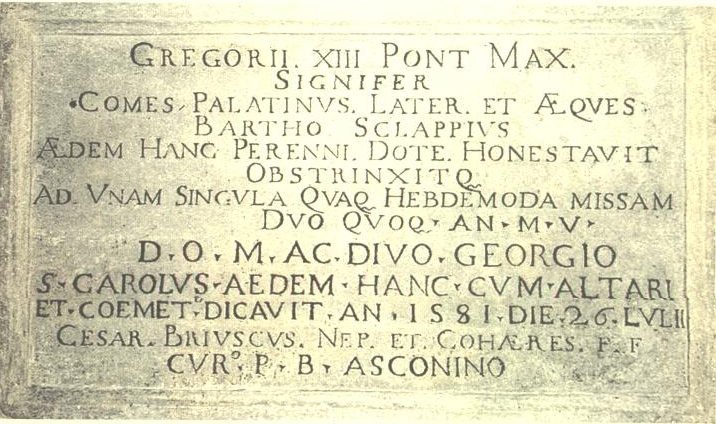
La lapide nella chiesa di San Giorgio a Dumenza

Il luogo d'origine di Bartolomeo Scappi non è conosciuto con certezza, e diverse ipotesi lo danno originario di Bologna, Venezia o Varese. Tuttavia, l'origine varesotta pare suffragata dalla presenza di una lapide sulla terza colonna della navata di destra nella chiesa di S. Giorgio, a Dumenza (Provincia di Varese), dove viene menzionato un lascito per messe perpetue stabilito da Bartolomeo Scappi, cavaliere e conte lateranense. Queste donazioni erano solitamente fatte a un tempio del luogo di origine, ed è quindi probabile che lo Scappi fosse nativo di Dumenza.

## La carriera
Il primo evento noto della sua carriera fu nell'aprile del 1536: egli organizzò un banchetto al servizio di Carlo V e del cardinale Lorenzo Campeggi. Servì alla corte di altri cardinali, fino a divenire cuoco delle cucine vaticane sotto il papa Pio IV. Continuò successivamente come cuoco sotto Pio V.
Morì il 13 aprile del 1577 e fu sepolto nella chiesa dei Santi Vincenzo e Anastasio alla Regola, dedicata ai cuochi e ai fornai.

## Le opere

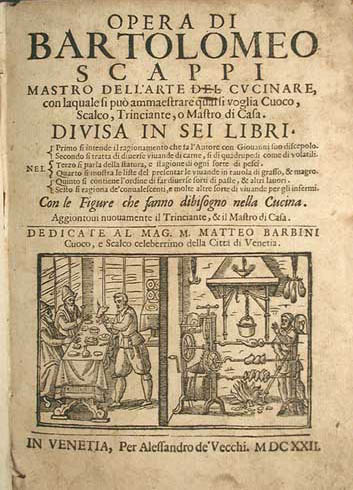
Il trattato di Scappi in una ristampa del 1622

Al culmine della carriera, pubblicò il più grande trattato di cucina del tempo che includeva oltre mille ricette e trattava degli strumenti di cucina e di tutto ciò che doveva conoscere un cuoco rinascimentale di alto livello.
È stato il primo cuoco a mettere in relazione diretta gli insegnamenti della dietetica medievale con la gastronomia, creando una nuova idea di cucina basta sulla identificazione e definizione dei processi di produzione delle ricette. 
In quest'opera si ha la prima raffigurazione conosciuta di una forchetta e vengono introdotti nuovi metodi di preparazione e l'uso di ingredienti importati dalle Americhe. In essa, inoltre, Scappi definisce il Parmigiano come il miglior formaggio al mondo.
L'opera ebbe grande successo e venne ristampata regolarmente fino al 1643. Includendo numerose ricette di pasta, pasta ripiena, torte e altre preparazioni a base di pasta sfoglia e pasta frolla, l'opera anticipa molte caratteristiche di quella che diventerà la cucina italiana moderna.